# Радзиевский, Алексей Иванович
Алексе́й Ива́нович Радзие́вский (31 июля (13 августа) 1911 — 30 августа 1979) — советский военачальник, генерал армии (1972). Герой Советского Союза (21.02.1978). Кандидат военных наук (1947). Профессор (1961).

## Биография
Алексей Иванович Радзиевский родился в городе Умань Киевской губернии в дворянской семье. Отец, Радзиевский Иван Филиппович, до революции служил в Министерстве почт и телеграфов Российской империи, мать — Радзиевская Ксения Григорьевна, урождённая Жуковская.
Учился в средней школе и одновременно с 12 лет работал формовщиком на силикатном заводе в Умани.
В 1929 году поступил в Кировскую кавалерийскую школу, указав в анкете своё рабочее происхождение. После окончания в 1931 году этой школы командовал кавалерийским взводом, затем эскадроном в 49-м кавалерийском полку. В 1938 году А. И. Радзиевский с отличием окончил Военную академию РККА имени М. В. Фрунзе.
После окончания академии был распределён в Вашингтон для прохождения службы в аппарате военного атташе посольства СССР в США, однако отказался от распределения, после чего был назначен на должность помощника начальника 1-й части штаба 18-й горнокавалерийской дивизии Средне-Азиатского военного округа (г. Кушка). В 1941 году он окончил Академию Генерального штаба РККА имени К. Е. Ворошилова.

### Великая Отечественная война
В первые дни Великой Отечественной войны майор Радзиевский назначен на должность начальника штаба 53-й кавалерийской дивизии, спешно формировавшейся в Северо-Кавказском военном округе (Ставрополь). Уже 22 июля дивизия прибыла на фронт и передана в состав оперативной группы генерала В. А. Хоменко, в начале августа — в состав отдельной кавалерийской группы генерала Л. М. Доватора на Западном фронте. С этой дивизией принимал участие в оборонительных боях в районе Велижа, в Смоленском оборонительном сражении и в знаменитом рейде кавалеристов генерала Доватора по немецким тылам в августе-сентябре 1941 года, в Битве за Москву, а затем и в контрнаступлении советских войск под Москвой. Приказом наркома обороны СССР от 26 ноября 1941 года за проявленную отвагу в боях с немецкими захватчиками, за стойкость, мужество и героизм личного состава, 53-я кавалерийская дивизии получила гвардейское звание и была преобразована в 4-ю гвардейскую кавалерийскую дивизию в составе 2-го гвардейского кавалерийского корпуса.
С декабря 1941 года — начальник штаба 2-го гвардейского кавалерийского, с июля 1942 года — начальник штаба 1-го гвардейского кавалерийского корпусов на Западном и Юго-Западном фронтах. В марте 1942 года половину месяца временно исполнял должность командира этого корпуса. В составе 1-го гвардейского кавалерийского корпуса участвовал в отражении наступления немецких войск из района г. Жиздра (август 1942), в Ворошиловградской наступательной, Харьковской оборонительной, Донбасской наступательной, Киевской оборонительной, Киевской наступательной, Житомирско-Бердичевской наступательных операциях.
С февраля 1944 года генерал А. И. Радзиевский воевал в должности начальника штаба 2-й танковой армии на 2-м Украинском фронте. 2ТА прославила свои знамёна в Уманско-Ботошанской операции в марте-апреле 1944 года, которая эффектно завершила освобождение Правобережной Украины (за 20 дней армия с непрерывными боями прошла свыше 240 километров). Генералу Радзиевскому довелось планировать действия армии и лично участвовать в боевых действиях за освобождение родного города Умань. Летом 1944 года сражался в Белорусской стратегической операции в составе 1-го Белорусского фронта, на котором армия действовала до конца войны.
В июле 1944 года, после тяжелого ранения командующего войсками армии генерала С. И. Богданова, А. И. Радзиевский был назначен исполняющим должность командующего армией. В ходе уникальной Люблин-Брестской операции армия осуществила 500-километровый бросок впереди главных сил фронта и приняла участие в битве у стен Варшавы. В ноябре 1944 года за массовый героизм личного состава и умелые действия командования 2-я танковая армия получила гвардейское звание и стала именоваться 2-й гвардейской танковой армией. После возвращения Богданова в строй с 8 января 1945 года — вновь начальник штаба 2-й гвардейской танковой армии. В последний год войны хорошо проявил себя в Висло-Одерской, Восточно-Померанской и Берлинской операциях. В составе 2-й гвардейской танковой армии участвовал в освобождении польских городов Люблин, Седльце, Лукув, Варшава и других, в штурме Берлина.
В 1945 году два раза представлялся к званию Героя Советского Союза, но был награждён двумя орденами Суворова 1-й степени.
За время войны Радзиевский был 13 раз упомянут в благодарственных приказах Верховного Главнокомандующего.

### Послевоенное время
После войны служил на ответственных должностях в Северной группе войск на территории Польши: с 1945 года по 1947 год занимал должность начальника штаба 2-й гвардейской механизированной армии (наименование 2-й гвардейской танковой армии с июля 1945 года), с 28 мая 1947 года по 18 сентября 1950 года — командующий 2-й гвардейской механизированной армией. С сентября 1950 года — командующий Северной группой войск в Польше.
С июля 1952 года А. И. Радзиевский командовал войсками Туркестанского военного округа. С апреля 1953 года он был начальником бронетанковых и механизированных войск Вооружённых сил СССР. С мая 1954 года командовал войсками Одесского военного округа.
С июня 1959 года он являлся первым заместителем начальника Военной академии Генерального штаба Вооружённых Сил СССР (с 1961 года — профессор). С ноября 1964 по март 1965 года — временно исполнял должность начальника этой академии.
С апреля 1968 года он был начальником Главного управления военно-учебных заведений Министерства обороны СССР, а с июля 1969 по февраль 1978 года — начальником Военной академии имени М. В. Фрунзе. Занимался исследованиями опыта использования танковых и общевойсковых армий, автор научных трудов и многочисленных публикаций. Под его руководством были разработаны учебники для военных вузов «Тактика в боевых примерах», «Армейские операции» и другие.
Постановлением Совета Министров СССР от 3 ноября 1972 года присвоено воинское звание генерал армии.
С февраля 1978 года А. И. Радзиевский — военный инспектор-советник Группы генеральных инспекторов Министерства обороны СССР.
21 февраля 1978 года генералу армии Алексею Ивановичу Радзиевскому указом Президиума Верховного Совета СССР присвоено звание Героя Советского Союза.
Алексей Иванович Радзиевский был депутатом Верховного Совета СССР 5-го созыва. В разное время избирался также в Верховный Совет Украинской ССР и Верховный Совет Белорусской ССР, был членом ЦК Компартии Украины и Узбекистана, членом Одесского областного и Московского городского Советов депутатов трудящихся.
Умер А. И. Радзиевский 30 августа 1979 года. Похоронен в Москве на Новодевичьем кладбище.

## Воинские звания
- старший лейтенант (30.12.1935);
- капитан;
- майор;
- подполковник (1941)
- полковник (18.04.1942)
- генерал-майор (17.11.1943)
- генерал-лейтенант (02.11.1944)
- генерал-полковник (03.08.1953)
- генерал армии (02.11.1972)

## Награды
- Медаль «Золотая Звезда» Героя Советского Союза № 11294 (21.02.1978);
- два ордена Ленина (31.05.1945[4], 21.02.1978);
- шесть орденов Красного Знамени (03.11.1941, 02.04.1943, 15.12.1943, 17.09.1944, 02.09.1950[4], 15.11.1950);
- два Ордена Суворова I степени (06.04.1945, 29.05.1945);
- орден Кутузова I степени (23.08.1944);
- орден Суворова II степени (10.01.1944);
- орден Трудового Красного Знамени;
- орден Красной Звезды (03.11.1944[4]);
- орден «За службу Родине в Вооружённых Силах СССР» III степени (30.04.1975);
- медали СССР.

### Иностранные награды
- Командор ордена Британской Империи Великобритания (1944)[5];
- Командор ордена Возрождения Польши (06.10.1973);
- Кавалер ордена Virtuti Militari III степени (Польша);
- Крест Грюнвальда II степени (Польша);
- Крест Храбрых (Польша, 19.12.1968);
- Орден Народной Республики Болгария (14.09.1974);
- Орден Красного Знамени (Монголия, 06.07.1971);
- Медаль «За укрепление дружбы по оружию» I степени (ЧССР);
- Медаль «30 лет Халхин-Гольской Победы» (Монголия, 1969);
- Медаль «30 лет Победы над милитаристской Японией» (Монголия, 1975);
- Медаль «50 лет Монгольской Народной Армии» (Монголия, 1971);
- Медаль «50 лет Монгольской Народной Революции» (Монголия, 1971);
- Медаль «20-я годовщина Революционных Вооруженных сил Кубы» (Куба);
- Медаль «За Варшаву 1939—1945» (Польша);
- Медаль «За Одру, Нису и Балтику» (Польша);
- Медаль «За участие в боях за Берлин» (Польша);
- Медаль «Победы и Свободы» (Польша);
- Медаль «На страже мира» I степени (Польша);
- Медаль «За укрепление братства по оружию» (Болгария, 1977);
- Медаль «30 лет Победы над фашистской Германией» (Болгария);
- Медаль «90 лет со дня рождения Георгия Димитрова» (Болгария, 1974);
- Медаль «20 лет Болгарской народной армии» (Болгария, 1964);
- Медаль «30 лет Болгарской народной армии» (Болгария, 1974).

## Труды
- Радзиевский А. И. Танковый удар. — М.: Воениздат, 1977.
- Радзиевский А. И. Прорыв. — М.: Воениздат, 1979.
- Радзиевский А. И. Проблемы поддержания и восстановления боеспособности танковых армий в годы Великой Отечественной войны. — Москва: [б. и.], 1975.
- Радзиевский А. И. Развитие теории и практики прорыва: (По опыту Великой Отечественной войны). Учебное пособие в 2 частях. — Москва: ВАФ, 1977.
- Радзиевский А. И. На пути к Варшаве. // Военно-исторический журнал. — 1971. — № 10. — С.68-77.
- Радзиевский А. И. Прорыв обороны противника во втором и третьем периодах войны. // Военно-исторический журнал. — 1973. — № 3. — С.12-22.
- Радзиевский А. И. Достижение внезапности в наступательных операциях. // Военно-исторический журнал. — 1974. — № 4. — С.12-21.
- Радзиевский А. И. Тактика советских войск в завершающем периоде войны в Европе. // Военно-исторический журнал. — 1975. — № 5. — С.36-43.
- Радзиевский А. И. Ввод танковых армий в прорыв. // Военно-исторический журнал. — 1976. — № 2. — С.19-26.
- Радзиевский А. И. Поддержание и восстановление боеспособности танковых армий в наступательных операциях. // Военно-исторический журнал. — 1976. — № 3. — С.13-21.
- Радзиевский А. И. Пути достижения живучести войск в наступательных операциях. // Военно-исторический журнал. — 1977. — № 6. — С.14-22.
- Радзиевский А. И. Развитие тактики общевойсковых соединений. // Военно-исторический журнал. — 1978. — № 2. — С.27-34.
- Радзиевский А. И. Развитие тактики общевойсковых соединений. // Военно-исторический журнал. — 1979. — № 2. — С.17-23.
- Радзиевский А.И. Перегруппировка танковых армий при подготовке наступательных операций // Военная мысль. — 1977. — Сентябрь (№ 9). — С. 87. — ISSN 0236-2058.
- Радзиевский А.И. Советское военное искусство: годы 1941—1945 // Военная мысль. — 1970. — Май (№ 5). — С. 36. — ISSN 0236-2058.
- Радзиевский А.И. Военная стратегия — главная составная часть военного искусства // Военная мысль. — 1973. — Январь (№ 1). — С. 44. — ISSN 0236-2058.

## Память
- Именем А. И. Радзиевского названы судно Министерства рыбного хозяйства «Генерал Радзиевский» (в строю с 1980 по 2013 гг.)[6].
- Также его именем названа улица в родном городе Умань.